# 艾迪生鎮區 (密歇根州)
艾迪生鎮區（英語：Addison Township）是位於美國密歇根州奧克蘭縣的一個行政鎮區。

## 地方資料
艾迪生鎮區的面積為94.74平方千米，當中陸地面積為91.99平方千米，而水域面積為2.75平方千米。根據2020年美國人口普查的數據，當地共有人口6256人，而人口密度為每平方千米66.03人。